# Fernando Sánchez de Tovar
Fernando Sánchez de Tovar, Ier seigneur de Belves était un amiral castillan du XIVe siècle.

## Carrière militaire

### Première guerre civile de Castille
Fernando Sánchez de Tovar était l'Adelantado de Pierre le Cruel au début de la première guerre civile de Castille, mais en 1366, il trahit le roi et livra la ville de Calahorra au frère et ennemi de Pedro, Henri II. Un an plus tard, Fernando Sánchez de Tovar combattit aux côtés d’Henri à la bataille de Nájera.

### Expédition en Angleterre

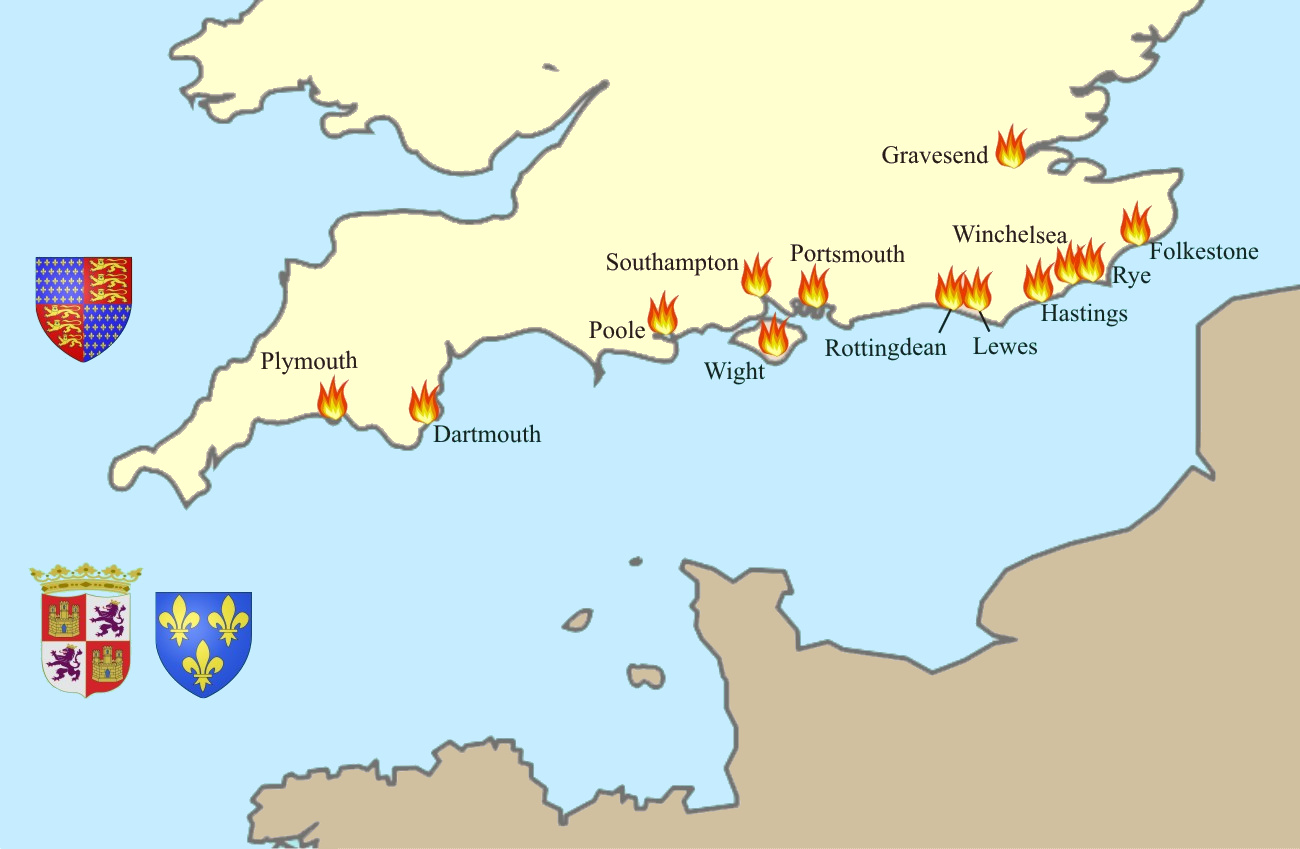
Expéditions castillanes contre l'Angleterre (1374-1380)

En 1374, il devient l'amiral de Castille succédant ainsi au Génois Ambrosio Boccanegra.
La même année, Henri II devenu roi de Castille déclare la guerre à l'Angleterre devenant ainsi de facto l'allié du royaume de France dans la guerre de Cent ans.
Dans le port de Brest, le comte de Salisbury brûle 7 navires marchands castillans tuant tous leurs marins. Sánchez de Tovar mena une flotte d’expédition punitive avec les Français Jean de Vienne dans le sud de l’Angleterre et saccagea et brûla l’île de Wight et les ports anglais de Rye, Rottingdean, Lewes, Folkestone, Plymouth, Portsmouth et Hastings. En 1380, la flotte conjointe remonta la Tamise et brûla Gravesend, à plus de 20 milles à l’est de Londres.

### Expéditions au Portugal
En 1381, Sánchez de Tovar retourna dans la péninsule ibérique pour lutter contre l’allié de l’Angleterre, le Portugal, et vainquit une escadre portugaise à la bataille de Saltes.
Le successeur d'Henri II, Jean Ier de Castille, le créa donc seigneur de Belves.
En 1382, il participe au siège de Bruges aux côtés de Charles VI.
En 1383 après la mort de Ferdinand Ier, une querelle dynastique éclatera entre le roi de Castille, Jean Ier et le frère bâtard de Ferdinand, Jean d’Avesnes. Cette querelle donnera naissance à la crise de 1383-1385 à laquelle Sánchez de Tovar prit part.
En 1384, il succombe à la peste alors qu'il menait le siège de Lisbonne.